# Эрнст Август, герцог Йоркский и Олбани
Эрнст Август, герцог Йоркский и Олбани (нем. Ernst August II. von Hannover, Herzog von York, Fürstbischof von Osnabrück, англ. Ernest Augustus, Duke of York and Albany; 17 сентября 1674 — 14 августа 1728) — немецкий принц из Ганноверской династии, князь-епископ Оснабрюкский (1716—1728).

## Ранняя жизнь
Родился 17 сентября 1674 года в Оснабрюке. Седьмой ребенок и шестой сын Эрнста Августа, герцога Брауншвейг-Люнебургского (1629—1698), и принцессы Софии Ганноверской (1630—1714). Младший брат курфюрста Ганноверского и короля Великобритании Георга I (1660—1727).
Его отец, Эрнст Август был князем-епископом Оснабрюкским (1662—1698), герцогом Брауншвейг-Люнебургским (1679—1698) и первым курфюрстом Ганноверским (1692—1698). Первые пять лет жизни принца Эрнста Августа прошли в Оснабрюке, а в 1679 году его отец стал герцогом Брауншвейг-Люнебургским и переехал с семьей в Ганновер.
Образование принца соответствовало обычаям того времени, когда немецкие князья должны были совершить путешествие в зарубежные страны, чтобы установить контакты и научиться вести дипломатические отношения. Летом 1694 года принц Эрнст Август прибыл из Голландии во Францию, где посетил королевский дворец в Версале.

## Военная карьера

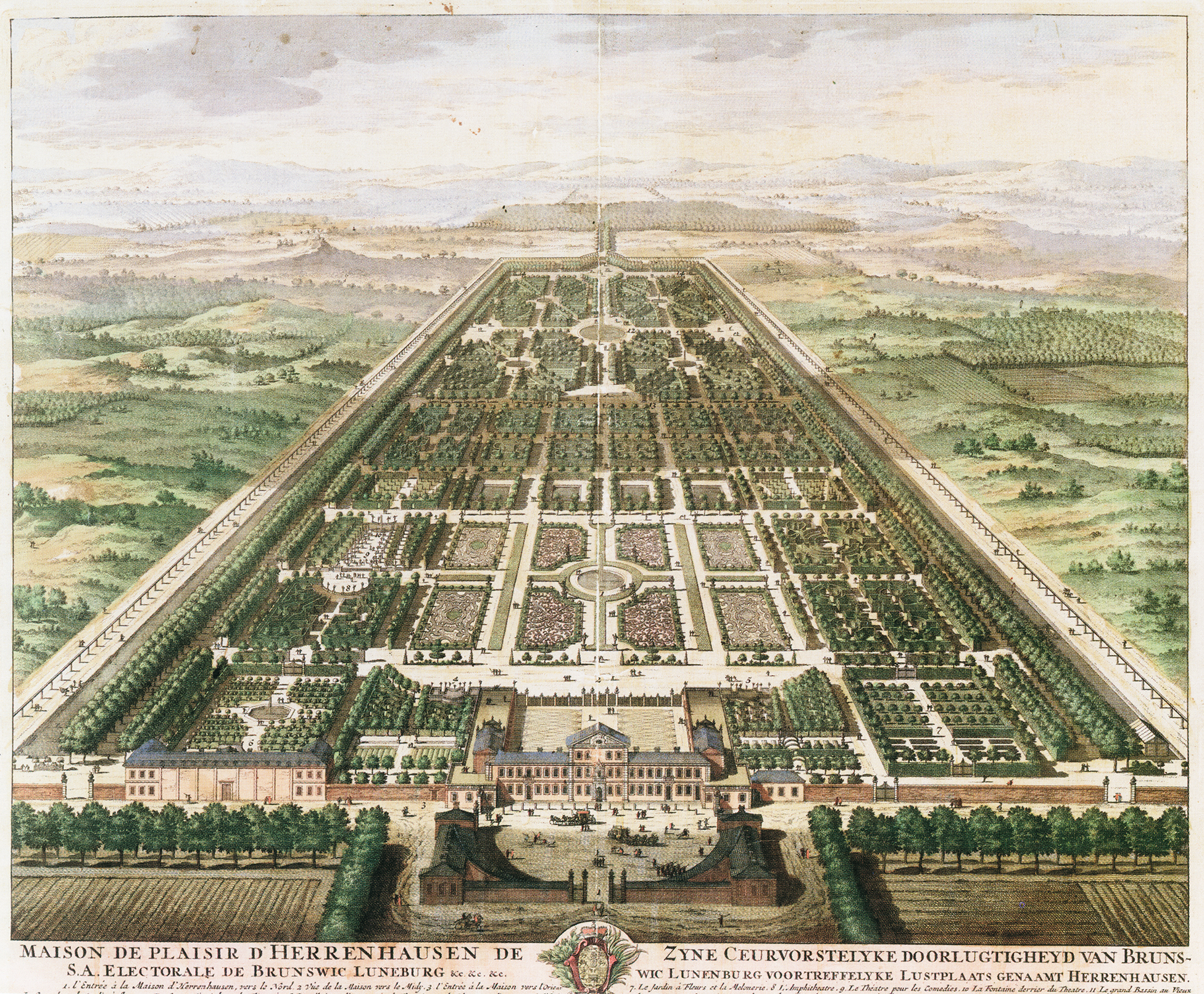
Дворец и большой сад Херренхаузен в Ганновере

Принц Эрнст Август избрал для себя военную карьеру. Его семейные интересы совпадали с интересами императора Священной Римской империи Леопольдом I , и поэтому он участвовал в Девятилетней войне против Франции и присутствовал во время битвы при Неервиндене в 1693 году. Он продолжил свою военную карьеру во время Войны за испанское наследство и принимал участие в осаде французской крепости Лилль в 1708 году.
28 января 1698 года после смерти Эрнста Августа новым курфюрстом Ганноверским и герцогом Брауншвейг-Люнебургским стал Георг Людвиг (1660—1727), старший брат принца Эрнста Августа. Его отец, чтобы получить титул курфюрста, вынужден был принять первородство, принцип наследования имущества и титулов от отца к старшему сыну, рожденному в законном браке, исключая при этом младших сыновей. В отличие от своих четырех старших братьев, Эрнст Август не возражал против этого нововведения. Он находился в хороших отношениях со своим старшим братом, курфюрстом Ганноверским Георгом Людвигом. Принц Эрнст Август был видным членом правительства старшего брата в Ганновере, вел дипломатические переговоры и принимал активное участие в культурной жизни курфюршества.

## Династическая роль

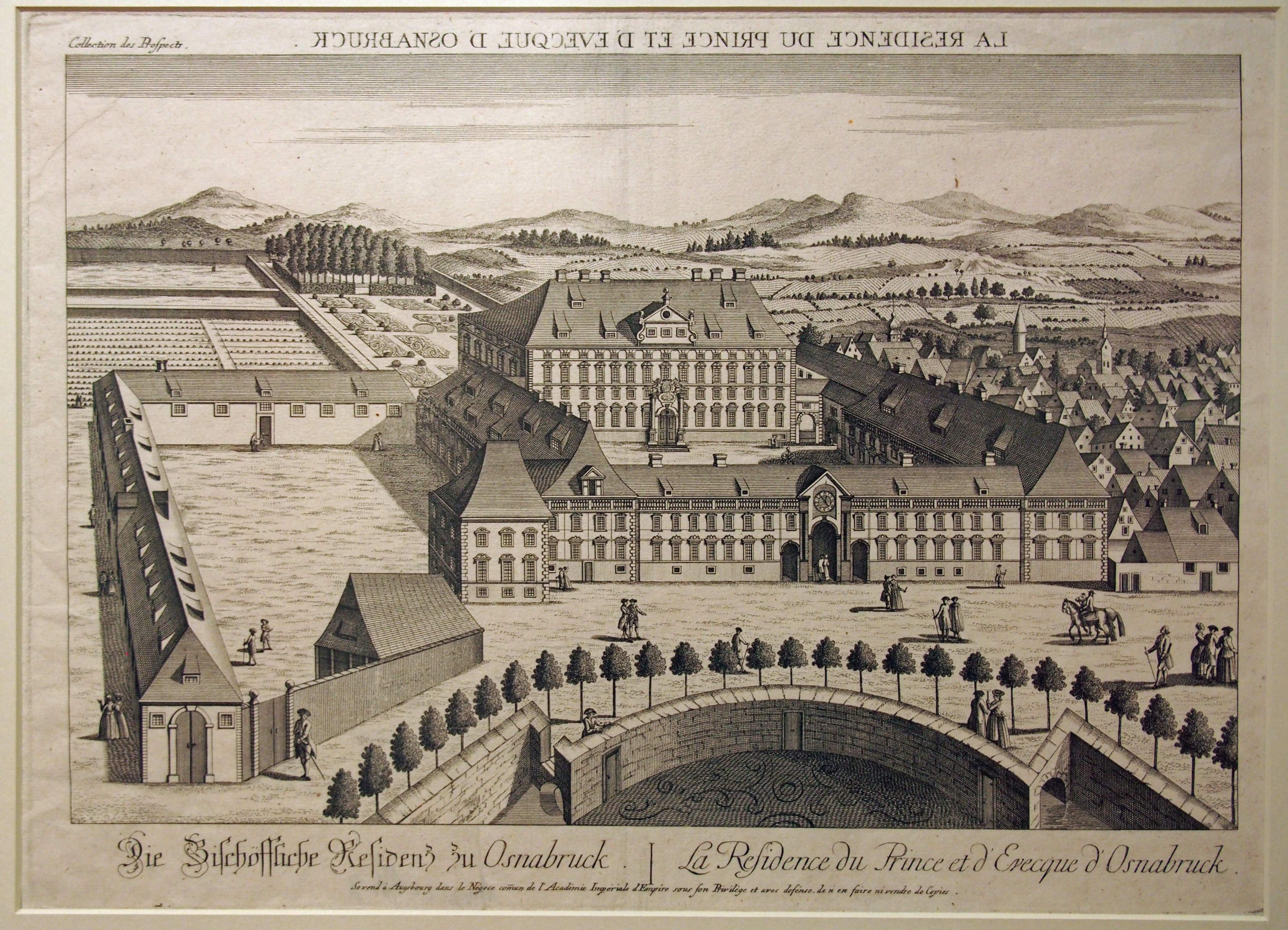
Епископский дворец в Оснабрюке (после 1777 года)

В 1714 году курфюрст Ганноверский Георг Людвиг был избран новым королем Великобритании и переехал в Лондон. После отъезда старшего брата в Англию принц Эрнст Август стал главой Брауншвейг-Люнебургского дома. Он стал регентом Ганноверского курфюршества и опекуном своего внучатого племянника, принца Фредерика Льюиса (1707—1751), будущего принца Уэльского и отца Георга III.
В 1715 году после смерти Карла Иосифа Лотарингского, курфюрста Трирского и князя-епископа Оснабрюкского (1680—1715), принц Эрнст Август при поддержке своего старшего брата, короля Великобритании Георга, был избран новым князем-епископом Оснабрюка. Эрнст Август вынужден был управлять Ганноверским курфюршеством и Оснабрюкским епископством, проводя своё время между замком Оснабрюк и Ганновером.
В 1716 году принц Эрнст Август посетил Англию, где 29 июня 1716 года для него были созданы титулы герцога Йоркского и Олбани, а также графа Ольстера. 30 апреля 1718 года ему был пожалован Орден Подвязки.

## Смерть
После пребывания в Великобритании принц Эрнст Август вернулся в Германию, где продолжал колесить между Оснабрюком и Ганновером, активно управляя делами обоих государств. Он скончался в Оснабрюке 14 августа 1728 года в возрасте 53 лет и был похоронен в Ганновере.
Князь-епископ Эрнст Август не был женат и не имел детей. Из его переписки с Иоганном Францем Вендтом видно, что он был гомосексуалистом. После смерти Эрнста Августа его британские титулы угасли.